# Puccinia purpurea
Puccinia purpurea är en svampart som beskrevs av Cooke 1876. Puccinia purpurea ingår i släktet Puccinia och familjen Pucciniaceae.   Inga underarter finns listade i Catalogue of Life.

## Bildgalleri

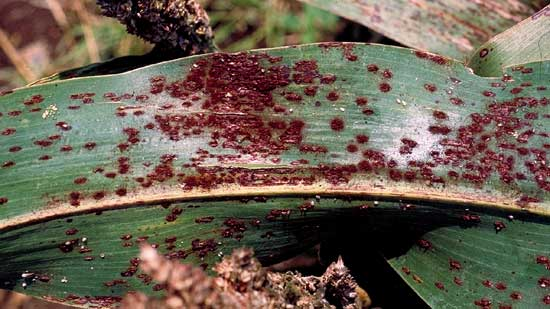